# Distrikt Pampas Grande

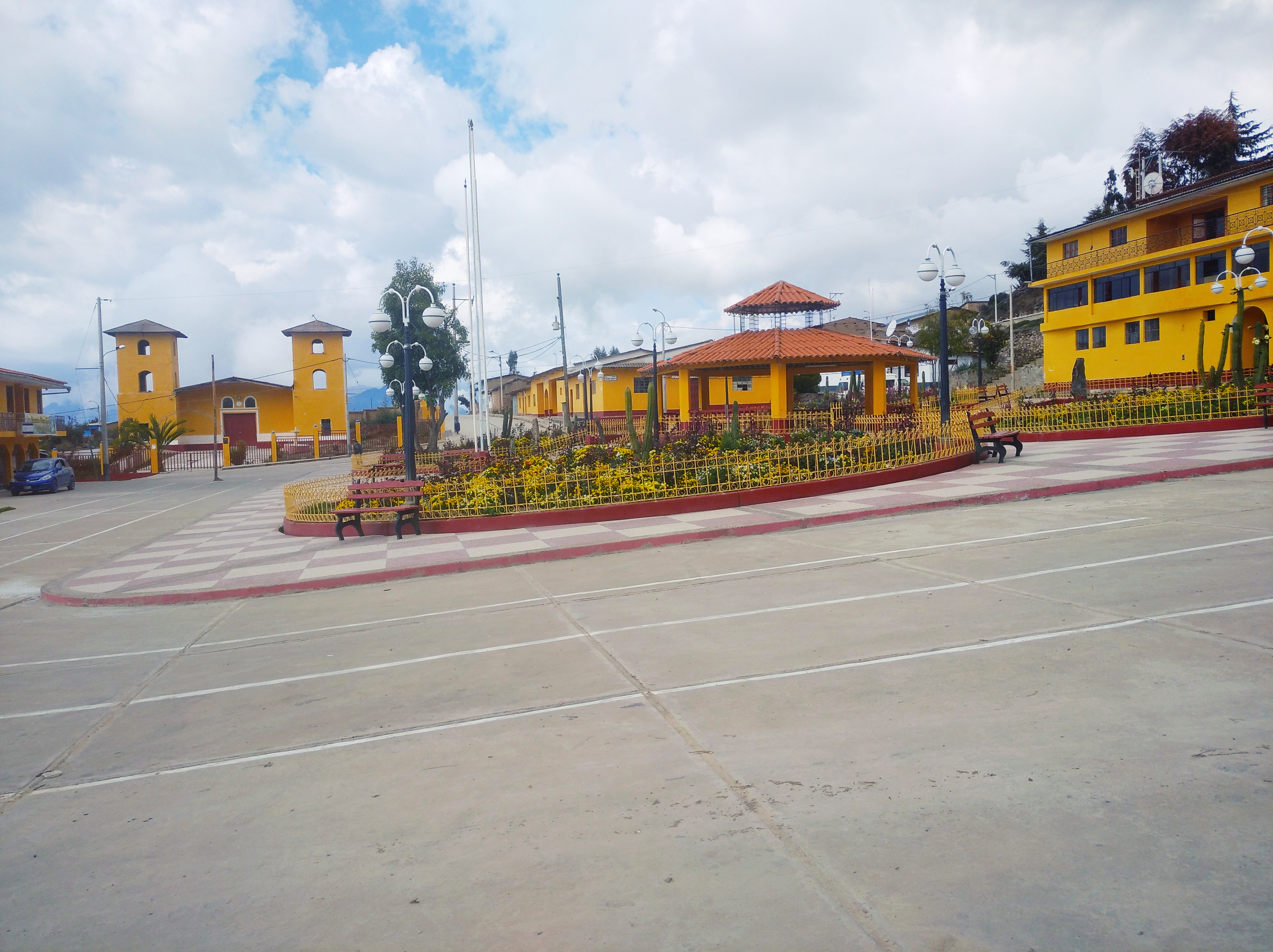
Plaza de Armas in Pampas Grande

Der Distrikt Pampas Grande liegt in der Provinz Huaraz in der Region Ancash in West-Peru. Der Distrikt wurde am 25. Juli 1857 gegründet. Im Jahr 2012 erhielten der Distrikt sowie der gleichnamige Hauptort ihren heutigen Namen. Davor hießen sie Distrikt Pampas bzw. Pampas.
Der Distrikt Pampas Grande besitzt eine Fläche von 352 km². Beim Zensus 2017 wurden 1044 Einwohner gezählt. Im Jahr 1993 lag die Einwohnerzahl bei 1594, im Jahr 2007 bei 1310. Die Distriktverwaltung befindet sich in der 3699 m hoch gelegenen Ortschaft Pampas Grande mit 356 Einwohnern (Stand 2017). Pampas Grande liegt 35 km westsüdwestlich der Provinzhauptstadt Huaraz.

## Geographische Lage
Der Distrikt Pampas Grande liegt im Westen der Cordillera Negra im Westen der Provinz Huaraz. Der Río Grande, Mittellauf des Río Casma, fließt entlang der nordwestlichen Distriktgrenze nach Westen.
Der Distrikt Pampas Grande grenzt im Südwesten an den Distrikt Culebras (Provinz Huarmey), im Westen an die Distrikte Casma und Yaután (beide in der Provinz Casma), im Norden an den Distrikt Pariacoto, im Nordosten an den Distrikt Colcabamba, im Osten an den Distrikt La Libertad sowie im Süden an den Distrikt Huanchay.